# Аристей из Проконнеса
Аристей из Проконнеса (др.-греч. Ἀριστέας, лат. Aristeas, ок. VII в. до н. э.) — полулегендарный древнегреческий поэт, путешественник и чудотворец, о котором рассказывает Геродот.
Сын Каистробия.
Геродот излагает суть легенды об Аристее из Проконнеса (крепость на острове в Пропонтиде, ныне Мармара в Турции): Аристей рассказал в эпической поэме о том, как, находясь «под властью Феба», он отправился к исседонам, где узнал об их соседях — аримаспах (людях с одним глазом) и гипербореях.
Аристей написал «Аримаспические стихи» — рассказ о гиперборейцах и аримаспах в трёх книгах. Написал «Теогонию» в прозе. Остальные его поэмы, кроме одной — «О Геракле», считаются неподлинными.
Геродот также описывает, как однажды в Проконнесе Аристей зашёл в лавку валяльщика шерсти (или же чистильщика одежды) и внезапно скончался. Валяльщик запер лавку и побежал сообщить весть родственникам. Слух о смерти Аристея распространился уже по всему городу, однако один человек из Кизика заявил, что только что встретил Аристея и «поговорил с ним». И в самом деле, когда отперли лавку валяльщика, то «не обнаружили ни живого, ни мёртвого Аристея». Спустя семь лет тот вновь появился в Проконнесе, а затем опять исчез. Геродот сообщает также о том, что случилось с метапонтийцами из Италии «двести сорок лет спустя, после второго исчезновения Аристея». Аристей явился к ним и призвал установить алтарь в честь Аполлона, а рядом «возвести статую Аристея из Проконнеса; он также сказал, что метапонтийцы — единственные италийцы, на земли которых пришел Аполлон, а он, Аристей, сопровождает бога в облике ворона. Сказав это, Аристей исчез».